# Paraleprodera bisignata
Paraleprodera bisignata är en skalbaggsart som först beskrevs av Charles Joseph Gahan 1894. Paraleprodera bisignata ingår i släktet Paraleprodera och familjen långhorningar.
Artens utbredningsområde är Myanmar. Inga underarter finns listade i Catalogue of Life.